# James Charles Phillips
James Charles Phillips (9 de marzo de 1933) es un físico estadounidense, miembro de la Academia Nacional de Ciencias de Estados Unidos (1978).
Phillips desarrolló la teoría dieléctrica de la ionicidad del enlace químico en semiconductores, así como nuevas teorías de redes compactas (incluyendo cristales, superconductores de alta temperatura  y proteínas).

## Biografía
Phillips nació en Nueva Orleans y creció en varios estados occidentales de Estados Unidos (Arizona, Colorado y Nuevo México).  Después de graduarse en el instituto de Alburquerque en 1950, fue a la Universidad de Chicago, donde estudió matemáticas y física. Fue estudiante en el último curso de Enrico Fermi (1955).  Estudió con Morrel H. Cohen un doctorado en topología algebraica (1956) y se unió al grupo de Física Teórica de Bell Labs, recientemente formado bajo la jefatura de Conyers Herring (1956-1958).  Siguiendo una sugerencia de Herring, Phillips desarrolló una teoría simplificada de la estructura electrónica de los semiconductores (PseudoPotential, PP) y planteó los primeros modelos electrónicos de semiconductores de silicio y germanio que predecían sus propiedades experimentales (1958).
Phillips pasó varios años como postdoc en la Universidad de California (Berkeley) con Charles Kittel, y en los Laboratorios Cavendish de la Universidad de Cambridge. Ello le permitió difundir su modelo de pseudopotencial, que fue utilizado en las décadas siguientes por Volker Heine entre otros.  Regresó a la Universidad de Chicago como miembro de la facultad (1960-1968). Allí, él y Marvin L. Cohen extendieron la teoría de pseudopotencial para calcular la óptica fundamental y el espectro de fotoemision de muchos semiconductores.  El uso de esta teoría de pseudopotencial era equiparable en precisión a la teoría atómica (el modelo de Niels Bohr, 1913) y permitía un cálculo más sencillo. Dicho modelo de pseudopotencial culminó en la teoría dieléctrica de la ionicidad "exacta" (1968), que sigue siendo el único modelo que amplía la teoría de ionicidad previa de Linus Pauling. Durante su estancia en Chicago, Phillips también fue coautor (con Morrel Cohen y Leo Falicov) de la teoría microscópica de efecto túnel entre superconductores (1962), reemplazando una teoría previa (1961) de John Bardeen. La teoría CFP fue la base para la explicación que Brian Josephson dio de su efecto (1962).
Phillips regresó a la investigación en exclusiva en Bell Laboratories (1968-2001), donde completó sus estudios de las propiedades dieléctricas de los semiconductores. En 1979 desarrolló una teoría práctica de redes compactadas, llamada teoría de rigidez. Esta teoría estaba pensada para redes de cristales y basada en principios topológicos y restricciones lagrangianas.  Con el tiempo su teoría sirvió para organizar grandes cantidades de datos de cristales, culminado en el descubrimiento en 1999 por Punit Boolchand de una fase nueva de la materia – la fase intermedia de cristales, libre de tensiones internas y con una transición cuasreversible.  Esta teoría ha sido adoptada en Corning, donde ha contribuido a la invención de nuevos tipos de cristales como el Gorilla Glass (utilizado en miles de millones de dispositivos portátiles desde 2014). En 2001 Phillips se trasladó a la Universidad Rutgers, donde completó su teoría de 1987 sobre superconductores de alta temperatura como redes dopadas autoorganizadas y percolativas, mostrando su alta temperatura crítica de forma sistemática en un gráfico que la relaciona simétricamente con la valencia de Pauling. Esto mostraba su diferencia con las temperaturas críticas de cualquier otra transición de fase.
Luego encontró una manera de conectar las ideas de Per Bak sobre criticalidad autoorganizada a proteínas, que se pueden considerar como redes compactadas de patrones unidos por fuerzas hidropáticas (hidrofobia e hidrofilia).ref>Phillips, J. C. Phys. Rev. E 80, 051916 (2009)</ref> Para ello, usó una nueva escala de hidrofobicidad (similar en precisión a su escala dieléctrica de ionicidad) desarrollada en Brasil a partir de métodos bioinformáticos con más 5000 estructuras de la Protein Data Base. Probó la superioridad de esta escala contra otras en numerosas proteínas transmembrana. Utilizando métodos de suavizado, encontró correlaciones de otra manera inaccesibles entre propiedades de las proteínas y los miles de secuencias de aminoácidos que las componen, basándose en características homólogas.  En 2011 utilizó estas correlaciones para explicar cuantitativamente cómo la presión que supone la vacunación ha reducido la virulencia de la gripe H1N1 común.  En 2012 desarrolló nuevas variedades mutantes del virus de la enfermedad de Newcastle, estrechamente relacionada con el virus de la gripe. Datos obtenidos en los últimos 50 años en la estirpe silvestre y en variedades mutadas sugieren que estas variedades desarrolladas por Phillips son candidatas a producir una remisión casi total de cánceres internos y metastatizados (colo-rectales, hepáticos, pancreáticos, de próstata, de pecho…).
Phillips desde entonces ha aplicado sus métodos bioinformáticos a varias familias médicamente importantes. Estos métodos identifican los mecanismos de especificidad molecular que relacionan algunos tipos de cáncer con la proteína p53. Los epítopos resultantes permiten una detección barata y simple de estadios iniciales de cáncer.

## Publicaciones
Phillips ha publicado cuatro libros y más de 500 artículos. Su trabajo sigue el patrón de Enrico Fermi y Linus Pauling:  enfatiza nuevas ideas generales en el contexto concreto del problema que soluciona.  Uno de sus puntos destacados no mencionados antes es su (1994) solución a las fracciones encontradas en relajación exponencial extendidas, un antiguo (~ 140 años) problema sin resolveren ciencia. Esto modelo topológico fue confirmado en un experimento decisivo por Corning, con sus cristales de geometrías especialmente diseñadas (2011).  Su teoría de bifurcación también explica (2010, 2012) las distribuciones de 600 millones de citas de 25 millones de artículos científicos y por qué cambiaron abruptamente en 1960. Su cita favorita es de Lewis Carroll en Alicia en el país de las maravillas y se refiere a creer “seis cosas imposibles antes del desayuno."